# Theodoor Hendrik van de Velde
Theodoor Hendrik van de Velde (Leeuwarden, 12 de febrero de 1873-en un accidente aéreo cerca de Locarno, Suiza; 27 de abril de 1937) fue un médico y ginecólogo neerlandés.
Fue director del Instituto Ginecológico de Haarlem. Su libro Het volkomen huwelijk (El matrimonio perfecto, 1926) lo hizo internacionalmente conocido. El libro versaba sobre la vida erótica y la sexualidad, animando a los matrimonios a disfrutar del sexo. En Alemania Die vollkommene Ehe alcanzó su 42.ª impresión en 1932, más allá del hecho que el libro había sido puesto en la lista de libros prohibidos denominada Index Librorum Prohibitorum por la Iglesia católica.
La traducción al inglés (Ideal Marriage: Its Physiology and Technique) fue el trabajo más conocido en este campo por décadas y fue reimpreso 46 veces, vendiendo cerca de medio millón de ejemplares.
Se lo recuerda por demostrar en 1905 que la mujer solo ovula una vez por cada ciclo menstrual. Esto contribuyó a la creación del método del calendario para el control natal, y más tarde al desarrollo de otros sistemas de determinación de fases fértiles e infértiles en el ciclo menstrual.
El libro apareció por primera vez en castellano en 1930, editado por Morata, con el título El matrimonio perfecto: Estudio de su fisiología y su técnica, con prólogo del doctor Vital Aza (y del propio autor) y traducción de José W. Nake. Al menos se hicieron dos ediciones más en 1931 y 1933 en la misma editorial.